# Леринско клане
Леринското клане (на гръцки: Σφαγή της Φλώρινας) е избиването на 20 жители на Леринско и Костурско, Западна Македония, Гърция, от германските окупационни части на 23 август 1944 година в град Лерин (Флорина), по време на германската окупация на Гърция в годините на Втората световна война.

## История
След разгрома на Гърция през април 1941 година, Лерин попада в германската окупационна зона. България, която анексира Източна Македония от Гърция и по-голямата част от Вардарска Македония с Битоля от Югославия, проявява силен интерес към Лерин и Леринско, които са населени все още преимуществено с българоговорещо население. Под натиск на българската дипломация и капитан Цветан Младенов е отстранен комендантът на Лерин Хан Гриезе и на негово място е назначен майорът на артилерията Асер Бренер. Едно от първите действия на Бренер и решението за налагане на санкции на гражданите, които не изпълняват заповедите на окупационната администрация и обявяване на мерките, които ще бъдат предприети във всеки случай на саботаж или действия, насочени срещу окупационната армия. През лятото на 1941 година Бренер издава заповед, с която смъртта или нараняването на всеки германски войник, ще се наказва с екзекуция на 50 граждани. През есента на 1941 година генерал Вилхелм Кайтел заповядва за нараняване на всеки войник от германските сили, екзекуция на 50 души, а за убийство – 100. В Леринското насилието над гражданите е по-слабо в сравнение с другите окупирани територии на Гръцка Македония – сутринта на 19 август 1941 година са екзекутирани трима души, у които са намерени оръжия. По-късно са обесени 15 души по заповед на новия комендант на Лерин капитан Франц Комп, като отмъщение за убийството на германски войник край Кладороби (Кладорахи) на 8 август 1943 година.
През август 1944 година партизани нападат военен конвой на пътя между селата Церово и Баница и в резултат са убити 1 италиански и 7 германски войници. Новоназначеният германски комендант на Лерин капитан Бунцел, с цел да покаже контрол върху ситуацията, незабавно прилага заповедта за отмъщение. Изборът на лицата, които ще бъдат екзекутирани, е извършен измежду група затворници, задържани по различни причини, несвързани с инцидента. На 23 август 1944 година 20 души са закарани в земеделския район на изток от църквата „Свети Георги“, където са екзекутирани в 15,30 часа. Те са от Лерин, от леринските села Долно Каленик (Като Калиники), Неред (Полипотамос), Долно Клещино (Като Клинес), Горно Клещино (Ано Клинес), както и от Костур (Кастория), Хрупища (Аргос Орестико), Виделуща (Дамаскиния) и Дреничево (Кранохори). Костите на загиналите са погребани в костницата на „Свети Георги“.
| Име                    | Име                      | От            | Години | Професия                      |
| ---------------------- | ------------------------ | ------------- | ------ | ----------------------------- |
| Аргириос Екзарху       | Αργύριος Εξάρχου         | Лерин         | 55     | адвокат                       |
| Василиос Караникас     | Βασίλειος Καρανίκας      | Лерин         | 46     | данъчен инспектор в дем Лерин |
| Йоанис Платис          | Ιωάννης Πλατής           | Лерин         | 32     | дърводелец                    |
| Георгиос Саулидис      | Γεώργιος Σαουλίδης       | Долно Каленик | 30     | земеделец                     |
| Георгиос Георгиадис    | Γεώργιος Γρηγοριάδης     | Долно Каленик | 37     | земеделец                     |
| Теодорос Евтимиадис    | Θεόδωρος Ευθυμιάδης      | Долно Каленик | 33     | земеделец                     |
| Анастасиос Ксенидис    | Αναστάσιος Ξενίδης       | Долно Каленик | 46     | земеделец                     |
| Георгиос Селемидис     | Γεώργιος Σελεμίδης       | Долно Каленик | 38     | земеделец                     |
| Георгиос Палеопулос    | Γεώργιος Παλαιόπουλος    | Долно Каленик | 39     | земеделец                     |
| Василиос Стойнис       | Βασίλειος Στοϊνης        | Неред         | 28     | земеделец                     |
| Даниил Мискас          | Δανιήλ Μίσκας            | Неред         | 36     | земеделец                     |
| Павлос Цолакис         | Παύλος Τσολάκης          | Неред         | 28     | земеделец                     |
| Георгиос Калайдзидис   | Γεώργιος Καλαϊτζίδης     | Долно Клещино | 30     | земеделец                     |
| Хараламбос Кипуропулос | Χαράλαμπος Κηπουρόπουλος | Горно Клещино | 50     | земеделец                     |
| Петрос Груйос          | Πέτρος Γρούιος           | Горно Клещино | 70     | земеделец                     |
| Анастасиос Думас       | Αναστάσιος Δούμας        | Хрупища       | 42     | кафеджия                      |
| Стерьос Адамидис       | Στέργιος Αδαμίδης        | Виделуща      |        | земеделец                     |
| Трифон Караникопулос   | Τρύφων Καρανικόπουλος    | Дреничево     |        | земеделец                     |
| Зисис Варас            | Ζήσης Βάρρας             | Хрупища       |        |                               |
| Стефанос Пападопулос   | Στέφανος Παπαδόπουλος    | Костур        |        | работник                      |